# Alger Hiss
Alger Hiss (n. 11 noiembrie 1904, Baltimore, America Britanică⁠(d), Regatul Marii Britanii – d. 15 noiembrie 1996, New York City, New York, SUA) a fost un oficial guvernamental american acuzat în 1948 că ar fi spionat pentru Uniunea Sovietică în anii 1930. Cum presupusele fapte de spionaj se prescriseseră, el a fost condamnat pentru mărturie mincinoasă în legătură cu această acuzație în 1950. Înainte de proces, Hiss fusese implicat în înființarea Națiunilor Unite, atât ca oficial al Departamentului de Stat al SUA, cât și ca oficial al ONU. Mai târziu, a lucrat ca lector și autor.
La 3 august 1948, Whittaker Chambers, un fost membru al Partidului Comunist din SUA, a depus mărturie în fața Comisiei pentru activități antiamericane a Camerei⁠(d) (HUAC) că Hiss fusese comunist în secret pe când era angajat al guvernului federal. Hiss a negat categoric acuzația și, ulterior, l-a dat în judecată Chambers pentru calomnie. În timpul fazei exploratorii dinaintea procesului⁠(d) cazului de calomnie, Chambers a produs noi dovezi care ar indica faptul că el și Hiss au fost implicați în spionaj. Un mare juriu⁠(d) federal l-a acuzat pe Hiss pentru două fapte de mărturie mincinoasă. După anularea procesului din cauza unui juriu nehotărât⁠(d), Hiss a fost judecat a doua oară, iar în ianuarie 1950 a fost găsit vinovat și a primit două pedepse concomitente de cinci ani, dintre care în cele din urmă a ispășit trei ani și jumătate.
Argumentele despre caz și validitatea verdictului au ocupat centrul dezbaterilor mai ample despre Războiul Rece, mccarthyism și amploarea spionajului sovietic în Statele Unite. De la condamnarea lui Hiss, la dispută s-au adăugat afirmații ale părților implicate și noi probe. În anii 1990, doi foști ofițeri superiori militari sovietici responsabili de arhivele de informații militare ale Uniunii Sovietice au declarat, în urma unei căutări în acele arhive, că „serviciul de informații rus nu deține documente care să ateste că Alger Hiss ar fi cooperat cu serviciul nostru pe undeva” și că Hiss „nu a avut niciodată vreo relație cu serviciile de informații sovietice”. Documentele Venona⁠(d) din 1995 au oferit dovezi în sprijinul ipotezei că Hiss ar fi fost spion sovietic. Autorul Anthony Summers⁠(d) a susținut în 2000 că, deoarece multe dosare relevante continuă să fie indisponibile, controversa Hiss va continua să fie dezbătută, diviziunile politice marcând credința în vinovăția sau nevinovăția lui Hiss. Hiss însuși și-a susținut nevinovăția până la moartea sa în 1996.